# Jan Ženka
Jan Ženka (* 4. listopadu 1982 České Budějovice) je český politický geograf a vysokoškolský pedagog specializující se na ekonomickou a regionální geografii. Působí na Katedře sociální a regionální geografie Přírodovědecké fakulty Ostravské univerzity. V prosinci 2024 byl jmenován profesorem.